# 104.ª Brigada del Ejército Croata
La 104.ª Brigada (en croata: 104. brigada) fue una gran unidad de combate formada en Varaždin (Croacia) y sus alrededores en 1991 que se encontró activa durante la Guerra de Croacia. Perteneció inicialmente de la Guardia Nacional Croata y luego del Ejército Croata cuando fue renombrado.
La brigada fue una de las primeras en establecerse durante la lucha de la independencia croata. Su participación contra las tropas yugoslavas (JNA) y las milicias serbias fue significativa por la liberación de la ciudad de Varaždin y sus cuarteles, de los cuarteles de Bjelovar y su presencia en el frente de combate de Pakrac durante ocho meses. Asimismo, participó de las operaciones Bljesak y Oluja en 1995.
La brigada fue desactivada luego de la guerra.

## Historia

### Establecimiento y combates hasta el alto al fuego de enero de 1992
La 104.ª Brigada del HV se estableció el 8 de mayo de 1991, siguiendo las órdenes del Estado Mayor General de las Fuerzas Armadas de la República de Croacia. Esta fecha es conmemorada como el aniversario de la Brigada. Sus antecedentes se remontan al núcleo de las futuras brigadas Puma, Tigrovi y 104.ª y la Unidad Especial de Policía Roda que comenzó a formarse en Grebengrad, en proximidades de Novi Marof en 1990 y 1991, lejos de las miradas públicas.
A partir de su creación se inició con la organización a cargo del coronel Ivan Rukljic. Su conformación fue principalmente en el territorio del entonces municipio de Varaždin y los municipios vecinos: el 1.º Batallón fue en Varaždin, el 2.º en Ivanec y el 3.º en Novi Marof.
El primer enfrentamiento de miembros de la brigada tuvo lugar el 27 de junio de 1991 en el área Grebengrad. El 2 de julio de 1991 recibió la primera orden de combate escrita.
El 31 de agosto, se llevó a cabo la movilización y un ejercicio de varios días de una compañía anti-sabotaje en Zelendvor. Los miembros de la compañía tenían distintivos croatas, que en ese momento tenían un efecto moral extremadamente positivo en la población y devastadores para los miembros del JNA y sus seguidores.
A mediados de septiembre, partes de las unidades de la brigada movilizada se unieron a los bloqueos del cuartel del Ejército Popular Yugoslavo en Varazdin. Esta era el asiento del Comando del 32.º Cuerpo del JNA. Además, había varias otras instalaciones de esa misma fuerza en y alrededor de la ciudad. Los más importantes se ubicaban en el propio Varaždin: el cuartel de Kalnički Partizani donde estaba la 32.ª Brigada Mecanizada y el cuartel Jalkovečke žrtve del 32.º Regimiento de Artillería Mixta.
El bloqueo se inició el 14 de septiembre y rápidamente escaló es combate que terminó el 22 con la rendición de la guarnición del JNA. Ello fue parte de la Batalla de los Cuarteles a través de la cual los croatas aislaron las unidades del JNA asentadas en Croacia para proveerse de armamento. En Varaždin, las unidades JNA incluyeron aproximadamente 1.000 efectivos, lo que hacía que la guarnición fuera la segunda más grande en Croacia. A pesar de esto, el JNA no tenía suficiente número de tropas en el área para asegurar todas sus instalaciones.
Las fuerzas croatas en Varaždin y Čakovec y sus alrededores, estaban formadas por 640 tropas de la Guardia Nacional (incluidos 60 miembros procedentes de Zagreb), 100 policías, 300 tropas de Protección Popular (Narodna zaštita) y varios cientos de civiles armados. Las tropas del ZNG estaban subordinadas a la 104.ª Brigada y al 5.º Batallón de la 1.ª Brigada de Guardias, pero estaban ligeramente armadas.
La fuerza de asedio superó en número a la guarnición de JNA en Varaždin, que estaba dividida entre varios cuarteles, depósitos de almacenamiento y otras instalaciones aunque poseía una potencia de fuego sustancialmente mayor. El equilibrio cambió a favor de las fuerzas croatas después de que los puestos JNA más pequeños fueron capturados en los primeros días del asedio, hasta que solo un cuartel junto con el cuartel general del 32.º Cuerpo permaneció bajo control JNA que acordó su rendición.
Con la ocupación de instalaciones militares, especialmente el complejo de almacenamiento en Banjšćina, la brigada se equipó por completo con armas, municiones, vehículos a rueda y otros blindados. Las grandes cantidades restantes se enviaron a muchos frentes en toda Croacia. Se ha estimado que con el materia capturado en el área de Varaždin, el poder de combate del Ejército Croata ha aumentado 7 veces.
En el período del 28 al 31 de septiembre, el 3.º Batallón y el Batallón Morteros 120 mm participaron en la liberación de los cuarteles Vojnovic en Bjelovar.
El 5 de octubre de 1991, una compañía fue enviada al campo de batalla de Eslavonia Oriental, donde participó en operaciones de combate en dirección la Vinkovci - Vukovar en el área de Nuštar hasta el 18 de ese mes.
El empleo de la 104.ª Brigada en Eslavonia Occidental comenzó en el sector de Pakrac - Lipik a mediados de octubre luego del segundo bloqueo a Pakrac. El 1.º Batallón fue enviado a la zona y después de unos días, llegó el resto de la brigada. Junto con otras unidades participó en la Operación Orada para la liberación de Lipik en diciembre de 1991. En la misma participó en la ocupación de las aldeas de Kukunjevac.
En el mes de diciembre es puesto como comandante de la brigada el entonces mayor Ivan Sokač, luego ascendido a coronel. Como comandante, condujo a su personal en la liberación de Dereza y en la Acción Alfa.
Entre el 26 al 28 de diciembre, el 1.º Batallón participó activamente en la Acción Alfa, al este de Pakrac. Durante la misma murió el segundo comandante de la brigada. Entonces, el mayor Ivan Sokač lideró un batallón de la 104.ª Brigada hacia Kraguj para cerrar el flanco izquierdo del ataque. En la intersección del camino Šeovica y Kraguj se encontró con un tanque yugoslavo que disparó de inmediato matando al comandante de la brigada junto a tres soldados.
Luego del alto al fuego del 3 de enero de 1992, se mantuvo en sus posiciones de Eslavonia Occidental brindando seguridad hasta el arribo de UNPROFOR en julio de 1992. El 4 de julio regresó a Varaždin.
Un total de 21 miembros de la brigada fueron muertos en el frente de Pakrac y Lipik durante 1991.

### Año 1992
El 8 de marzo se llevó a cabo el primer juramento de los miembros de la brigada. Entre abril y octubre, elementos de la brigada participaron en menor medida en misiones de combate en el campo de batalla del sur, el área de Metkovic. De agosto a octubre de 1992, la brigada realizó tareas de combate en Bosanska Posavina - Orasje.
En noviembre de 1992, se reorganizó en una brigada de reserva pasando a ser una brigada de entrenamiento de reclutas y, a fines de diciembre de 1992, se mudó a Čakovec.

### Años 1992 y 1993
Durante 1993 y 1994, la brigada realizó una capacitación intensiva de reclutas y capacitación de unidades de reserva. En diciembre de 1993, la brigada fue reorganizada con un cuartel general de reserva en los cuarteles Drašković en Varaždin.
Parte de la brigada fue destacada al frente de Posavina y hasta julio de 1993 sufrió más de 1 muerto y 12 heridos.

### Expulsión definitiva de los serbios
En la Operación Bljesak, mayo de 1995, un batallón de la brigada operó desde la dirección de Novska alcanzando el río Sava en Mlaka y Jablanac. Realizó tareas de seguridad logística y de seguridad de las operaciones de combate.
Durante la Operación Oluja, agosto de 1995, la brigada realizó misiones de combate en el área de Karlovac. En la primera fase, combatió en la dirección de Rečica - Vojnić. Fue entonces que intentó forzar el cruce del río Kupa pero falló. En una segunda fase se desempeñó en la dirección Duga Resa - Veljun. A su regreso de Karlovac, a la brigada se le asignó la tarea de llevar a cabo las órdenes preparatorias y el reconocimiento del campo de batalla para la Operación Danubio.

## Operaciones en la que participó
- Batalla de los Cuarteles. Varaždin. Septiembre de 1991.
- Batalla de los Cuarteles. Bjelovar. Septiembre de 1991.
- Eslavonia Oriental. Combate en Nuštar. Octubre de 1991.
- Eslavonia Occidental. Combates en Pakrac y en Lipik a partir de octubre de 1991 hasta julio de 1992.
- Acción Alfa en diciembre de 1991.
- Frente de Posavina. Julio de 1993.
- Operación Bljesak. Mayo de 1995.
- Operación Storm. Agosto de 1995.

## Bajas
Desde 1991 a 1995, más de 12.000 miembros pasaron por la brigada. Durante el curso de la guerra, la brigada operaba en turnos, que se cambiaban cada 15 a 20 días. Debió sufrir 30 muertos y más de 200 heridos en las acciones de combate.

## Condecoraciones
Debido a su contribución a la victoria durante la Guerra de la Guerra Patria, la brigada recibió la orden de Nikola Subic Zrinski en ocasión de su 15.º aniversario.

## Tributo
Actualmente existe la Asociación de Miembros de la 104.ª Brigada ZNG de Varazdin (Udruga Pripadnika 104. Brigade ZNG Varaždin). El propósito de la Asociación es preservar los logros, tradiciones y tradiciones de la 104.º Brigada ZNG, tradiciones de la Guerra de la Patria al reunir y organizar la conexión de todos los veteranos; recuerdo a los miembros fallecidos y fallecidos de la brigada, cuidando los problemas de estatus de los miembros de la Asociación, para fomentar la sociabilización, fortalecer la amistad, educar e informar a sus miembros, actuando en interés del bien general / público, desarrollando y fortaleciendo la sociedad civil.